# Manuel Montt Torres
Manuel Francisco Antonio Julián Montt Torres (Petorca, 4 september 1809 - Santiago, 21 september 1880) was een Chileens staatsman. Hij was van 18 september 1851 tot 18 september 1861 de 6de president van Chili.

## Biografie
Manuel Montt was de zoon van Lucas Montt Prado en Mercedes Torres Prado, immigranten uit Catalonië. Zijn ouders waren welgesteld, maar na het overlijden van zijn vader in 1822 verarmde het gezin. Desalniettemin verkreeg hij dankzij de inspanningen van zijn moeder een studiebeurs en werd toegelaten tot het Instituto Nacional in Santagio waar hij rechten studeerde. In 1833 volgde zijn promotie. Slechts twee jaar na zijn afstuderen werd hij rector van het Instituto Nacional. Op zijn achtentwintigste werd hij lid van het hooggerechtshof en veertien jaar later werd hij haar president.
In 1834 werd hij voor de Partido Conservador (Conservatieve Partij) in de Kamer van Afgevaardigden gekozen. In 1839 trad hij in het huwelijk met zijn nicht, Rosario Montt Goyenechea, bij wie hij elf kinderen kreeg. Een van hen was Pedro Montt Montt, die in 1906 tot president van Chili werd gekozen.
Montt diende als minister van Binnenlandse- en Buitenlandse Zaken en minister van Justitie onder president Manuel Bulnes Prieto (1845-1851). In deze periode leerde hij Antonio Varas kennen. Varas werd later zijn nauwste medewerker en vertrouweling.

### President
In de aanloop naar de presidentsverkiezingen van 1851 werd Montt met steun van president Bulnes naar voren geschoven als kandidaat voor de conservatieven. De liberale oppositie vreesden dat de verkiezingen zouden worden gemanipuleerd en op 20 april kwamen liberale officieren in opstand. Regeringstroepen slaagden er echter in om de opstand binnen vijf uur te onderdrukken.

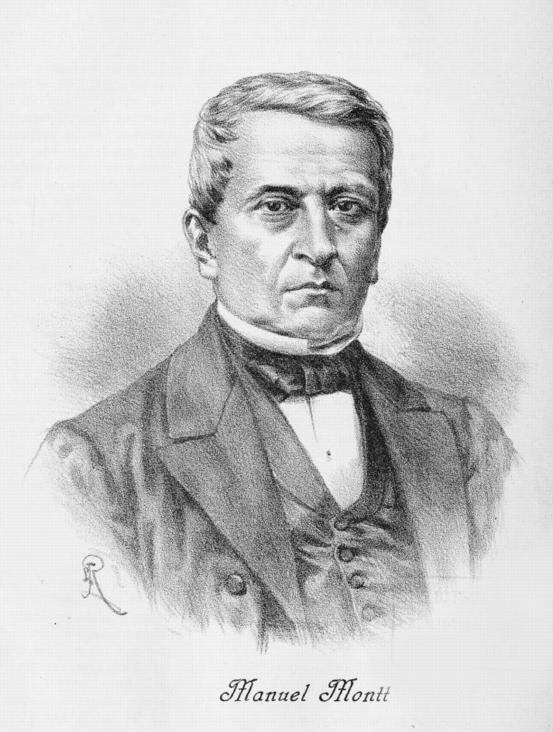
Tekening van president Manuel Montt

Op 25 juni werd Montt met een overweldigende meerderheid tot president gekozen. De door de liberalen gesteunde kandidaat, generaal José María de la Cruz (die qua denkbeelden echter tot de conservatieven kan worden gerekend), beschuldigde de regering echter van verkiezingsfraude en op 7 september brak er een gewapende revolte los. Op 18 september, de dag van de inauguratie van Montt als president, namen revolutionairen het bestuur van de stad La Serena over en vormden een tegenregering. Diezelfde dag vond een soortgelijke situatie plaats in Concepción waar generaal José María de la Cruz een regering vormde. Generaal De la Cruz werd gesteund door de conservatieve elite in de stad. Uiteindelijk maakte het regeringsleger in november een einde aan de opstand in La Serena en in december werd de opstand in Concepción onderdrukt. Op 16 december 1851 capituleerde generaal De la Cruz.
Spoedig na zijn aantreden werd duidelijk dat president Montt en zijn rechterhand, Antonio Varas, hervormingsgezind waren. Montt zette vooral in op de exploitatie van de kopermijnen. Vanwege de economische opbloei kon er flink geïnvesteerd worden in het onderwijs, een paradepaardje van de president. Veel geld werd vrijgemaakt voor de aanleg van spoorwegen en een telegraafnetwerk. Pogingen om tot een (bescheiden) landhervorming te komen stuitte op fel verzet van de grootgrondbezitters. Montt bevorderde de immigratie van Duitsers en de eerste lichting Duitsers kwam in 1853 in Chili aan. In 1856 werd Montt als president herkozen. Kort na het begin van zijn tweede ambtstermijn raakte de regering in conflict met de Rooms-Katholieke Kerk. Montt was een groot voorstander van het zgn. "patronagerecht" dat de supervisie van de staat over de Kerk beoogde. De Kerk verzette zich hier fel tegen en kon rekenen op de steun van een groot deel van de conservatieve partij. Het kwam vervolgens tot een breuk tussen Montt en diens aanhangers en de klerikaal-conservatieven binnen de Partido Conservador. Montt en Varas richtten vervolgens de Partido Nacional (Nationale Partij) op. Deze partij was gebaseerd op conservatief-liberale principes en was voorstander van de supervisie van de staat over de Kerk.
Montt stond bekend als een autoritaire president die niet altijd even makkelijk om kon gaan met het parlement.
Tijdens de laatste twee jaar van zijn regering werd het land geplaagd door allerlei opstanden. Montt schoof Varas naar voren als zijn opvolger, maar dat zagen de liberalen in het parlement niet zitten. Uiteindelijk werd José Joaquín Pérez, een partijgenoot van Montt, in 1861 met de steun van de Fusión Liberal-Conservadora (Liberaal-Conservatieve Fusie), tot president gekozen.

### Samenstelling kabinetten
| Ministerie (Presidentschap van Manuel Montt) | Naam/Periode |
| -------------------------------------------- | --- |
| Binnen- en Buitenlandse Zaken                | Antonio Varas de la Barra (1851-1856) Francisco Javier Ovalle Bezanilla (1856-1857) Manuel Jerónimo Urmeneta García (1857-1859) Matías Ovalle Errázuriz (1859-1860) Antonio Varas de la Barra (1860-1861) |
| Financiën                                    | Jerónimo Urmeneta García-Abello (1850-1852) José Guillermo Waddington Urrutia (1852-1854) José María Berganza Lorca (1854-1856) José Francisco Gana López (1856) Alejandro Vial Guzmán (1856-1857) Francisco de Borja Solar Gorostiaga (1857) Matías Ovalle Errázuriz (1857-1859) Jovino Novoa Vidal (1859-1861) |
| Oorlog en Marine                             | José Francisco Gana López (1851-1853) Pedro Nolasco Vidal (1853-1856) Antonio Varas de la Barra (1856) José Francisco Gana López (1856-1857) Manuel García Banqueda (1857-1862) |
| Justitie, Eredienst en Openbaar Onderwijs    | Silvestre Ochagavía Errázuriz (1852-1855) Francisco Javier Ovalle Bezanilla (1855-1856) Waldo Silva Algue (1856-1857) Salvador Sanfuentes Torres (1857-1858) Rafael Sotomayor Baeza (1858-1861) |

### Na zijn presidentschap
Na zijn presidentschap werd Montt opnieuw president van het hooggerechtshof, hetgeen hij tot zijn dood bleef. President Pérez benoemde Montt in 1864 tot Chileens vertegenwoordiger bij het Pan-Amerikaanse Congres in Lima, Peru. In 1876 werd Montt in de Senaat gekozen.

### Overlijden
Manuel Montt overleed op 21 september 1880 in Santiago.